# Banara orinocensis
Banara orinocensis là một loài thực vật có hoa trong họ Liễu. Loài này được (Cuatrec.) Sleumer mô tả khoa học đầu tiên năm 1978.